# Kaskadenimpaktor
Ein Kaskadenimpaktor ist als Impaktor (Partikelmessgerät bzw. Partikelabscheider) ein Gerät zur fraktionierenden Erfassung der Staubmasse in Gasen. Mit seiner Hilfe kann eine Partikelgrößenverteilung in Abhängigkeit vom Partikeldurchmesser ermittelt werden. Ein Kaskadenimpaktor kann sowohl zur Erfassung von Schwebstaub als auch zur Staubmessung in strömenden Gasen eingesetzt werden. Zur Bestimmung der PM10- und PM2,5-Massenkonzentrationen legt die Norm EN ISO 23210:2009-12 einen zweistufigen Kaskadenimpaktor fest. Kaskadenimpaktoren wurden erstmals in einer Veröffentlichung aus dem Jahr 1945 beschrieben.

## Messprinzip

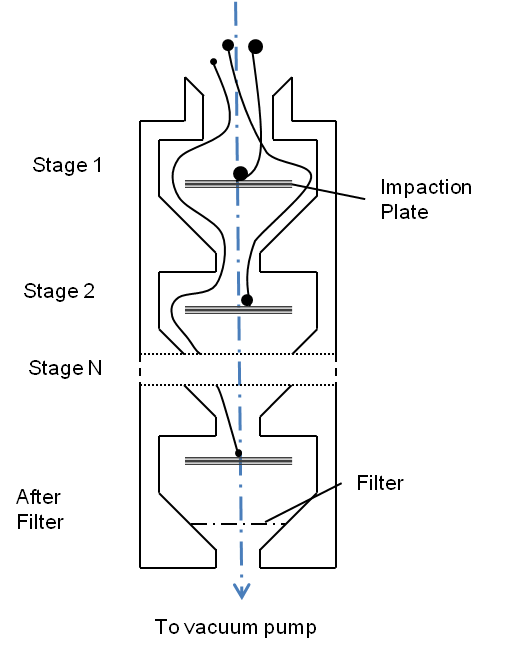
Schematische Darstellung eines Kaskadenimpaktors

Das Messprinzip eines Kaskadenimpaktors beruht darauf, dass Partikel aufgrund ihrer Trägheit plötzlichen Richtungsänderungen der sie mitführenden Strömung nicht oder nur eingeschränkt folgen können und Partikel unterschiedlicher Größe bei gleicher Dichte unterschiedliche Trägheiten aufweisen. Ein Kaskadenimpaktor besteht im Wesentlichen aus mehreren Impaktorstufen, die jeweils aus einer oder mehrerer Düsen und einer Prallplatte bestehen. Ein staubhaltiger Gasstrom wird durch die Düse geleitet und aufgrund der Prallplatte um 90° umgelenkt. Partikel mit zu großer Trägheit können der Strömungsumlenkung nicht folgen und werden auf der Prallplatte abgeschieden. Damit die abgeschiedenen Partikel haften bleiben, befindet sich auf der Prallplatte eine Sammelplatte, die beispielsweise aus Glasfasermaterial bestehen kann.
Ausschlaggebend für die Fraktionierung der Partikel sind Düsenlänge und -weite sowie der Abstand zwischen Prallplatte und Düse. Durch Verringerung der Düsenweite mit jeder Impaktorstufe wird die Strömungsgeschwindigkeit vergrößert, sodass mit jeder Stufe ein kleinerer Partikeldurchmesser erfasst werden kann. Der letzten Stufe ist ein Filter nachgeschaltet, der die nicht abgeschiedenen Partikel sammeln soll. Die Sammelplatten sowie der Filter werden nach der Beaufschlagung mit Staub gewogen.
Bei den Düsen kann es sich um Bohrungen gleicher Größe, aber auch um Schlitzdüsen handeln. Düsenplatten und Prallplatten können apparativ voneinander getrennt sein, es gibt aber auch Prallplatten, in denen die Düsen der nächsten Stufen eingebaut sind. Die Strömungsgeschwindigkeiten in den Düsen bewegen sich zwischen 3 m/s und 4 m/s in der ersten Stufe und zwischen 100 m/s und 200 m/s in der letzten Stufe.
Die einzelnen Stufen zeigen keine idealen Trennlinien. Vielmehr kann jeder Stufe ein aerodynamischer Partikeldurchmesser zugeordnet werden, bei dem die Abscheidewahrscheinlichkeit 50 % beträgt. Die Genauigkeit der Wägung ist maßgeblich für die Genauigkeit des Messverfahrens. Da für die Impaktormessung eine ausreichende Staubmasse vorhanden sein muss, ist ein ausreichend großer Gasvolumenstrom notwendig. Dies wird häufig durch eine Vielzahl parallel geschalteter gleichartiger Düsen in einer Impaktorstufe bewerkstelligt.
Mittels Kaskadenimpaktoren lässt sich ein Größenbereich von ca. 20 µm bis hinunter zu 10 nm abdecken. Sie können in heißen, chemisch aggressiven Gasen unmittelbar eingesetzt werden. Hochtemperatur-Kaskadenimpaktoren sind für Temperaturen bis über 1000 °C ausgelegt.

## Varianten
Der Kaskadenimpaktor hat im Laufe der Zeit zahlreiche Modifikationen und Anpassungen erfahren. Zu den bekannteren Varianten des Kaskadenimpaktors zählen beispielsweise der Berner Impaktor, bei dem zur Erzielung feinerer Partikelfraktionen vier gleichartige Kaskadenimpaktoren parallel geschaltet werden, und der Elektrische Niederdruckimpaktor, der als Kombination aus Kaskadenimpaktor und Aerosolelektrometer arbeitet. Kaskadenimpaktoren werden auch zur Erfassung von Bioaerosolen eingesetzt, indem die Prallplatte aus einem für die erfassten Partikel biologischen Ursprungs geeignetem Substrat besteht.
Zur Bestimmung der PM10- und PM2,5-Massenkonzentrationen bei der Emissionsmessung nach Norm EN ISO 23210:2009-12 ist ein zweistufiger Kaskadenimpaktor zu verwenden. Die Fraktion PM10 wird auf der zweiten Impaktorstufe gesammelt, die Fraktion PM2,5 auf dem Endfilter. Die erste Impaktorstufe dient der Grobabscheidung.
Quarzfeinstaub (PM4) wird ebenfalls mit einem zweistufigen Kaskadenimpaktor erfasst. Hier werden beide Impaktorstufen zur Grobabscheidung verwendet.